# 佐藤輝 (演出家)
佐藤 輝（さとう てる、1948年 - ）は、日本の演出家・ディレクター、映像作家。英語でのクレジット表記は「TELL SATO」。

## 略歴
TBSにADとして就いて放送業界に入る。TBSでは報道、教養のセクションでADを務め、初めてADとして就いた番組は『土曜パートナー』。その後1970年2月、21歳の時に萩元晴彦、村木良彦、今野勉らと共にテレビマンユニオンの創設に参加、同年、テレビ番組初演出を務める。1974年にテレビマンユニオンを退社、制作会社「テル・ディレクターズ・ファミリィ」を設立。1975年制作のキャロルの解散ライブの中継録画番組『グッドバイ・キャロル』（TBS）を皮切りに、ミュージシャンの映像作品を多数演出するようになり、矢沢永吉と最も多く関わった他、矢沢と松任谷由実（海岸で対談）、美空ひばりと岡林信康、沢田研二と萩原健一（地下鉄で移動し、新宿ゴールデン街のバーで飲みながら対談）とがそれぞれ共演した番組を制作した。 
1980年代以降はこの他にもHOUND DOG、尾崎豊らの映像作品制作にも関わる。東京アートディレクターズクラブ（ADC）最高賞、カンヌ国際広告映画祭特別賞、ギャラクシー賞特別賞など多数受賞。演出手法、映像感覚は独創的、挑戦的、前衛的と言われる。 

## 演出担当した番組・作品

### テレビ
- ナイトUP（TBS）- 1970年10月〜1972年3月[1]
- 私がつくった番組 マイテレビジョン（東京12チャンネル）- 1972年5月〜1973年3月[1]
- 遠くへ行きたい（読売テレビ）[1]
- 日曜スペシャル『美空ひばり〜大衆のアイドル〜』（日本テレビ）- 1974年4月14日放送[1]
- 青春★沢田研二　真夏のロックンロール（日本テレビ）- 1974年9月1日放送
- 日曜スペシャル『演歌って何だろう?』（日本テレビ）- 1975年12月21日、美空ひばりと岡林信康が共演[1]。
- グッドバイ・キャロル（TBS）- 1975年7月放送。キャロルの解散ライブの中継録画番組[1]。
- 私…（東京12チャンネル）- 1977年1月〜1978年3月[1]
- 日立サウンドブレイク（東京12チャンネル）
- BSスペシャル「もうひとつのヒーロー伝説〜映像作家・佐藤輝の世界 美空ひばりから尾崎豊まで」（NHK衛星第1テレビジョン）- 1994年12月5日〜12月9日放送、第32回ギャラクシー賞受賞作品[3]
- 金曜特集「沢田研二の獅子奮迅ワンマンショー 寒中御見舞」（NHK衛星第2テレビジョン）- 2001年2月2日放送
他

### 映画
- 2013年
  - 『ベイビー大丈夫かっ BEATCHILD1987』（監督）[1]
- 2019年
  - 『尾崎豊を探して』（監督）

### CM
- パルコ[1]
他

### ビデオ
- 尾崎豊
  - 『6 PIECES OF STORY』（1987年）
  - 『LIVE CORE』[1]（1989年）
  - 『告白 (Confession)』（1995年）
  - 『OZAKI・18』（1996年）
  - 『OZAKI・19』（1997年）
  - 『LAST TEENAGE APPEARANCE』（1997年）
  - 『625 DAYS』（2005年）
  - 『OZAKI FILM ALIVE AT ARIAKE COLOSSEUM IN 1987 THE TWENTY-FIRST SUMMER』（2006年）
  - 『LIVE CORE 完全版〜YUTAKA OZAKI LIVE IN TOKYO DOME 1988・9・12』（2013年）
  - 『10 PIECES OF STORY』（2018年）
- ウラニーノ
  - 『音楽はあるか』[4]。
- 沢田研二
  - 『ジュリー・プレゼンツ　'80 BAD TUNING』（1980年）
  - 『武道館コンサート ジュリーマニア』（1992年）
  - 『人間60年・ジュリー祭り』（2009年）
  - 『TRUE BLUE』（1988年PV）

他

### 舞台
- ロックンロールBAKA（内田裕也ロック生活15周年を記念してのライブイベント。第1回（1973年9月、中野サンプラザ、渋谷公会堂）、第2回（1974年12月）、第3回（1979年、日本武道館）と開催された）[1]